# Jakob Friedrich Sprandel

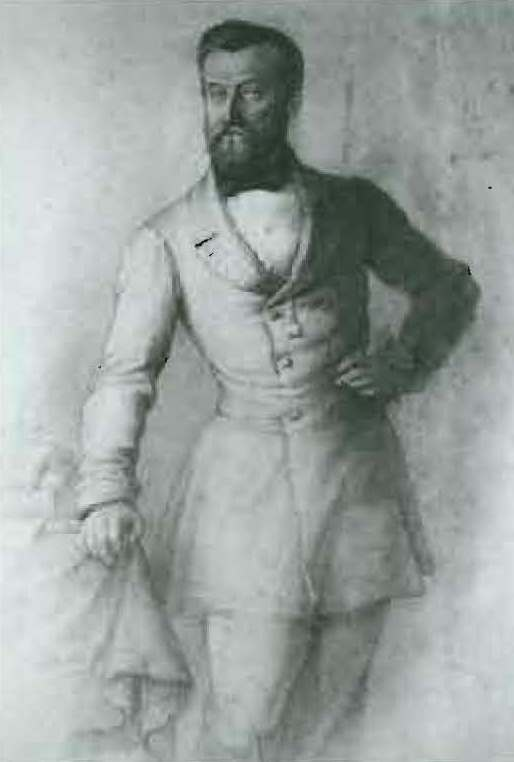
Jakob Friedrich Sprandel (1828–1895), ca. 1870/1880

Jakob Friedrich Sprandel (* 24. Januar 1828 in Ulm; † 2. Januar 1895 in Schelklingen) war ein deutscher Wundarzt und Geburtshelfer.

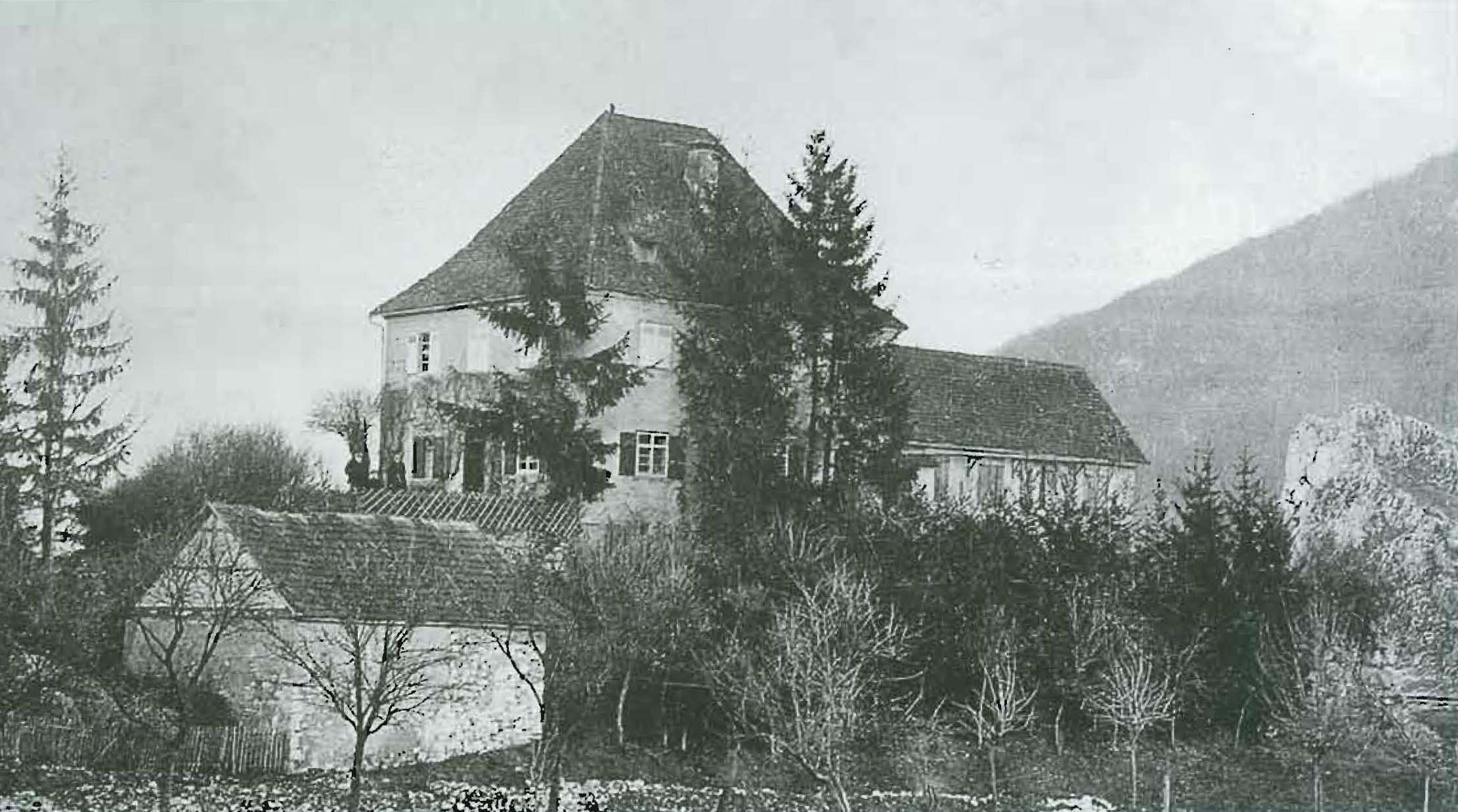
Schlößle auf dem Windsparren, ca. 1890/1900

## Herkunft und Ausbildung
Jakob Friedrich Sprandel stammte aus Ulm. Er machte seine Lehre bei Wundarzt Christian Müller. Er war ab 1845 als Chirurgengehilfe in St. Gallen, Calw und Söflingen tätig. Vom Wintersemester 1850/51 bis zum Sommersemester 1851 studierte er an der Universität Tübingen bei Professor Franz von Breit und hörte Vorlesungen über theoretische Geburtshilfe, geburtshilfliche Klinik und geburtshilfliche Operationen. Am 29. August 1851 legte der Wundarzt Sprandel vor den Professoren Franz von Breit und Wilhelm Rapp die Prüfung in Geburtshilfe ab. Seine erste Anstellung hatte er in Asch.

## Stadt- und Hebarzt in Schelklingen
Als in Schelklingen 1856 die Stelle des Stadtarztes vakant wurde, bewarb er sich darauf als Chirurg 2. Klasse, und wurde ab 1857 mit einem Jahresgehalt von 50 Gulden angestellt. Die Armen der Stadt, welche in den 1850er Jahren besonders zahlreich waren, sollte er kostenlos behandeln. In den 1850er Jahren ereignete sich die sogenannte erste Weltwirtschaftskrise, ausgelöst durch den Krimkrieg. Dies war auch in Schelklingen am Nachlassen der Produktion in der Baumwollweberei Urspring zu spüren; selbst die Bevölkerung wuchs nicht weiter durch massive Auswanderung in die USA. So war der Hauptgrund für die Gründung einer privaten Entbindungsanstalt die Notwendigkeit eines Zusatzverdienstes für Sprandel.
Die private Entbindungsanstalt wurde in dem sogenannten Schlößle auf dem Nikolausberg oder Windsparren eingerichtet. Auf dem Felsen, welcher vom Hochsträß weit ins Aachtal vorspringt, stand seit dem Mittelalter eine St. Nikolauskapelle, welche dem Kloster Urspring gehörte. Urspring baute diese Kapelle mit Wohngelass für den Eremiten 1727 zu einem größeren Gebäude aus, welche zur Erholung der Nonnen gedient haben soll. Zu dieser Zeit lag das Gebäude einsam weit außerhalb der Stadtmauern abseits der großen Fahrwege. Während in Urspring kaum die Sonne schien, war das Haus von allen Seiten frei zugänglich.
Nach der Säkularisation des Klosters erwarb Graf Schenk von Castell das Haus. Später wurde darin eine Zündholzfabrik eingerichtet. Sprandel erwarb das Gebäude im Jahre 1859 und bekam die Gründung einer privaten Entbindungsanstalt am 17. Mai 1859 von der Regierung für den Donauskreis in Ulm a. D. genehmigt. Die einsame Lage des Hauses inmitten von Feldern auf dem Sporn eines Bergrückens, in der Nähe des Waldes, war für eine solche Anstalt gut geeignet, da die Frauen ungestört und mehr oder weniger unbemerkt dort wohnen konnten. Auf dem Bergsporn war im Westen des Hauses auch eine kleine Parkanlage eingerichtet, welche sich zu Promenaden anbot.
Die Zahl der Geburten:
| Jahr  | Knaben | Mädchen | Summe |
| ----- | ------ | ------- | ----- |
| 1859  | 1      | 1       | 2     |
| 1860  | -      | -       | 6     |
| 1861  | -      | -       | 8     |
| 1862  | -      | -       | 11    |
| 1863  | 8      | 8       | 16    |
| 1864  | -      | -       | 13    |
| 1865  | -      | -       | 13    |
| 1866  | -      | -       | 15    |
| 1867  | -      | -       | 15    |
| 1868  | -      | -       | 14    |
| 1869  | -      | -       | 9     |
| 1870  | 6      | 5       | 11    |
| 1871  | -      | -       | 12    |
| 1872  | -      | -       | 4     |
| 1873  | 5      | 3       | 8     |
| 1874  | -      | -       | 6     |
| 1875  | -      | -       | 6     |
| 1876  | -      | -       | 5     |
| 1877  | -      | -       | 3     |
| 1878  | -      | -       | 1     |
| Summe | 81     | 92      | 179   |

Es gab 6 Totgeburten. Die Zahl der niedergekommenen Frauen, da keine Zwillinge vorkamen, entspricht damit also der Zahl der Geburten, somit 179. Rechnerisch sind es nur 178 Geburten, aber Viktor Sprandel, S. 20 kommt auf 179.
Der regionale Einzugskreis der Frauen war insbesondere Süddeutschland, mit starker Häufung in Bayern (80) und Württemberg (76) (also zusammen 156 von 179, lediglich 23 kamen woanders her). Aber es kamen auch Frauen aus Baden, der Rheinpfalz und Nordschweiz, aus Tirol, Hessen, Thüringen, Hamburg, Hannover, Kopenhagen und Salzburg.
Bayern hatte im 19. Jahrhundert eine der höchsten Unehelichenquoten in Deutschland und in Württemberg war sie ebenfalls beachtlich. In den besseren Gesellschaftskreisen wurden Mesalliancen aber nicht geduldet und ledige Mütter galten als nicht gesellschaftsfähig. Die Frauen aus den besseren Ständen waren kaum mehr zu verheiraten. Die soziale Herkunft der Frauen war gehoben: sie kamen aus dem handwerklichen Mittelstand, dem Bildungs- und Besitzbürgertum und einige auch aus dem Adel. So finden sich bei den Vätern der Wöchnerinnen unter anderen folgende Berufe. Zur Gruppe der Beamten, Richter und Soldaten können gezählt werden: Bauinspektor, Forstmeister, Landgerichtsarzt, Landrichter, Lehrer, Oberstabsarzt, Posthalter, Professor der Musik, Statthaltereioffizier und Studiendirektor. Unter den Handwerkern und anderen Selbständigen tauchen auf: Kaufmann, Metzger, Ökonom, Papierfabrikant, Schlosser, Schneidermeister, Söldner, Webermeister und Zimmermeister.

## Verbleib der Kinder
Von den 179 geborenen Kindern wurden 107 von ihren Müttern sofort nach der Geburt weggegeben. Für diese Kinder wurden Pflegefamilien in Schelklingen und Umgebung gesucht und schließlich 53 Familien gefunden, welche diese 107 Kinder aufnahmen. 27 dieser 107 Kinder starben bereits im Säuglings- oder Kindesalter. Der weitere Verbleib der Pflegekinder ist nicht bekannt.

## Familie
Jakob Friedrich Sprandel verheiratete sich mit Anna Maria geb. Häberle (geboren in Ulm a. D. 25. Juli 1829). Am 29. September 1886 wurde er ins Schelklinger Bürgerrecht aufgenommen. Nach dem Tod ihres Mannes 1895 verzog seine Witwe am 4. April 1900 nach Ulm a. D. Das Ehepaar hatte mehrere Kinder, darunter einen Sohn Karl, Obersekretär in Ulm a. D., verheiratet mit Anna, geb. Reichl. Der Sohn Viktor Sprandel aus dieser Ehe (geb. Neu-Ulm 25. November 1911) wurde Arzt und erwarb am 19. März 1943 den medizinischen Doktorgrad der Universität München mit einer Arbeit über die Entbindungsanstalt seines Großvaters.